# Коретин
Коретин (алб. Koretini) је насеље у општини Косовска Каменица на Косову и Метохији. Атар насеља се налази на територији катастарске општине Коретин површине 1.127 ha. Село Коретин или Коретино се налази на обалама Криве Реке, недалеко од Косовске Каменице. У Коретину је од 9. до 10. века постојало ранословенско насеље, о чему сведоче бројни материјални докази који су ту откопани, а који се данас чувају у Музеју Косова у Приштини. У средњем веку Коретин се први пут помиње у Грачаничкој повељи из 1321/22. године. У турском катастарском попису- дефтеру из 1455. године записано је да у селу има 27 српских породица, укључујући и породицу једног калуђера. Претпоставља се да је село имало и цркву или манастир. Године 1985. албански иредентисти су поломили и уништили крстове са 52 надгробна споменика на српском гробљу.

## Демографија
Насеље има албанску етничку већину.
Број становника на пописима:
- попис становништва 1948. године: 1.309
- попис становништва 1953. године: 1.404
- попис становништва 1961. године: 1.631
- попис становништва 1971. године: 1.904
- попис становништва 1981. године: 2.489
- попис становништва 1991. године: 2.799